# Daniel Macarin
Daniel Macarin ist ein neuseeländischer Filmtechniker für Visuelle Effekte.

## Karriere
Macarin begann seine Filmkarriere 2003 bei der Fernsehserie Ride with Funkmaster Flex. Seit der Produktion von Der unglaubliche Hulk 2008 arbeitet er beim neuseeländischen Animationsstudio „Wētā FX“. Dort betreute er als special effects supervisor das Planet-der-Affen-Franchise. Zuletzt betreute er die Spezialeffekte von Alien: Romulus von Regisseur Fede Álvarez. Dafür wurde er mit Eric Barba, Nelson Sepulveda-Fauser und Shane Mahan für einen Oscar in der Kategorie Beste visuelle Effekte nominiert.

## Filmografie (Auswahl)
- 2003–2005: Ride with Funkmaster Flex (Fernsehserie)
- 2004: Harry Potter und der Gefangene von Askaban
- 2004: Video Mods (Fernsehserie)
- 2008: Der unglaubliche Hulk
- 2009: Avatar – Aufbruch nach Pandora
- 2010: Gullivers Reisen – Da kommt was Großes auf uns zu
- 2011: X-Men: Erste Entscheidung
- 2011: Planet der Affen: Prevolution
- 2011: Die Abenteuer von Tim und Struppi – Das Geheimnis der Einhorn
- 2012: Marvel’s The Avengers
- 2012: Der Hobbit: Eine unerwartete Reise
- 2013: Iron Man 3
- 2013: Der Hobbit: Smaugs Einöde
- 2014: Godzilla
- 2014: Planet der Affen: Revolution
- 2014: Der Hobbit: Die Schlacht der Fünf Heere
- 2015: Ted 2
- 2016: Batman v Superman: Dawn of Justice
- 2017: Guardians of the Galaxy Vol. 2
- 2018: Maze Runner – Die Auserwählten in der Todeszone
- 2018: Deadpool 2
- 2018: Aquaman
- 2019: Susi und Strolch
- 2020: We Can Be Heroes
- 2023: Guardians of the Galaxy Vol. 3
- 2024: Deadpool & Wolverine
- 2024: Alien: Romulus

## Auszeichnungen (Auswahl)
- 2010: VES-Award-Nominierung in der Kategorie Herausragende erschaffene Umwelt in einem Spielfilm für Avatar – Aufbruch nach Pandora
- 2013: HPA-Award-Nominierung in der Kategorie Herausragende visuelle Effekte für Iron Man 3
- 2025: Saturn-Award-Nominierung in der Kategorie Beste visuelle Effekte für Alien: Romulus
- 2025: Oscar-Nominierung in der Kategorie Beste visuelle Effekte für Alien: Romulus